# Dikrella scinda
Dikrella scinda är en insektsart som beskrevs av Ruppel och Delong 1953. Dikrella scinda ingår i släktet Dikrella och familjen dvärgstritar. Inga underarter finns listade i Catalogue of Life.